# Larance Marable
Larance Marable (auch Lawrence Marable; * 21. Mai 1929 in Los Angeles, Kalifornien; † 4. Juli 2012 in East Orange, New Jersey) war ein US-amerikanischer Jazz-Schlagzeuger.

## Leben und Wirken
Marable brachte sich das Schlagzeugspiel selbst bei. Er begann seine Karriere als Schlagzeuger in den 1950er-Jahren bei verschiedenen Jazz-Musikern, die in Los Angeles Station machten, darunter Charlie Parker, Tal Farlow, Dexter Gordon, Jimmy Giuffre, Hampton Hawes, Herb Geller, Stan Getz, Zoot Sims und Wardell Gray. 1956 entstand unter eigenem Namen für das kleine Label Jazz West mit James Clay das Album Tenormen. Ende der 1950er, Anfang der 1960er Jahre nahm er Alben mit den Montgomery Brothers, Chet Baker, George Shearing, Sonny Stitt, Milt Jackson und verschiedenen anderen Musikern auf. In späteren Jahren war er noch auf Alben von Charlie Shoemake/Harold Land, Herbie Harper/Bill Perkins, Shorty Rogers, Walter Norris, Frank Strazzeri, Ruth Cameron, Conte Candoli und Evan Christopher zu höfen. Im Bereich des Jazz war er laut Tom Lord zwischen 1951 und 2004 an 95 Aufnahmesessions beteiligt, zuletzt mit der Vokalistin Eden Atwood (This Is Always).
Als Mitglied bei Charlie Hadens Quartet West wurde er auch einem breiteren Publikum bekannt.

## Diskografische Hinweise

### Mit demQuartet West
- The Art of the Song
- Now Is The Hour
- Always Say Goodbye
- Haunted Heart
- In Angel City

### Weitere Aufnahmen
- Herb Geller – That Geller Feller
- Robert Stewart – The Movement
- Chet Baker With Art Pepper – Playboys